# Dirck Barendsz
Dirck Barendsz, o Theodor Barendszoon, (Amsterdam, 1534 – Amsterdam, 26 maggio 1592) è stato un pittore olandese.

## Biografia
Il suo primo maestro fu il padre, il pittore Barent Dircksz, detto “Barent il sordo”. Era un grande amico di Filips van Marnix, che conobbe a Roma, e Dominicus Lampsonius, col quale intrattenne una corrispondenza in latino. Tra le opere dipinte in Italia figura la controfacciata della chiesa dell'Abbazia di Farfa, mentre il suo lavoro più importante tra le opere dipinte ad Amsterdam citate da Karel Van Mander è una Giuditta. Tra le altre opere degne di nota figurano anche una Venere che al tempo era in possesso di Sybrandt Buyck, figlio dell'ultimo sindaco cattolico di Amsterdam, Joost Sijbrantsz Buyck, una “tavola” e un'opera natalizia in possesso dei francescani di Gouda, e una copia di un tronie (un ritratto di una persona convenzionale, a volte con un'esagerata espressione facciale, tipico della pittura fiamminga e olandese) del Tiziano in possesso di Pieter Isaacsz (1569–1625), un pittore e mercante d'arte di Amsterdam.

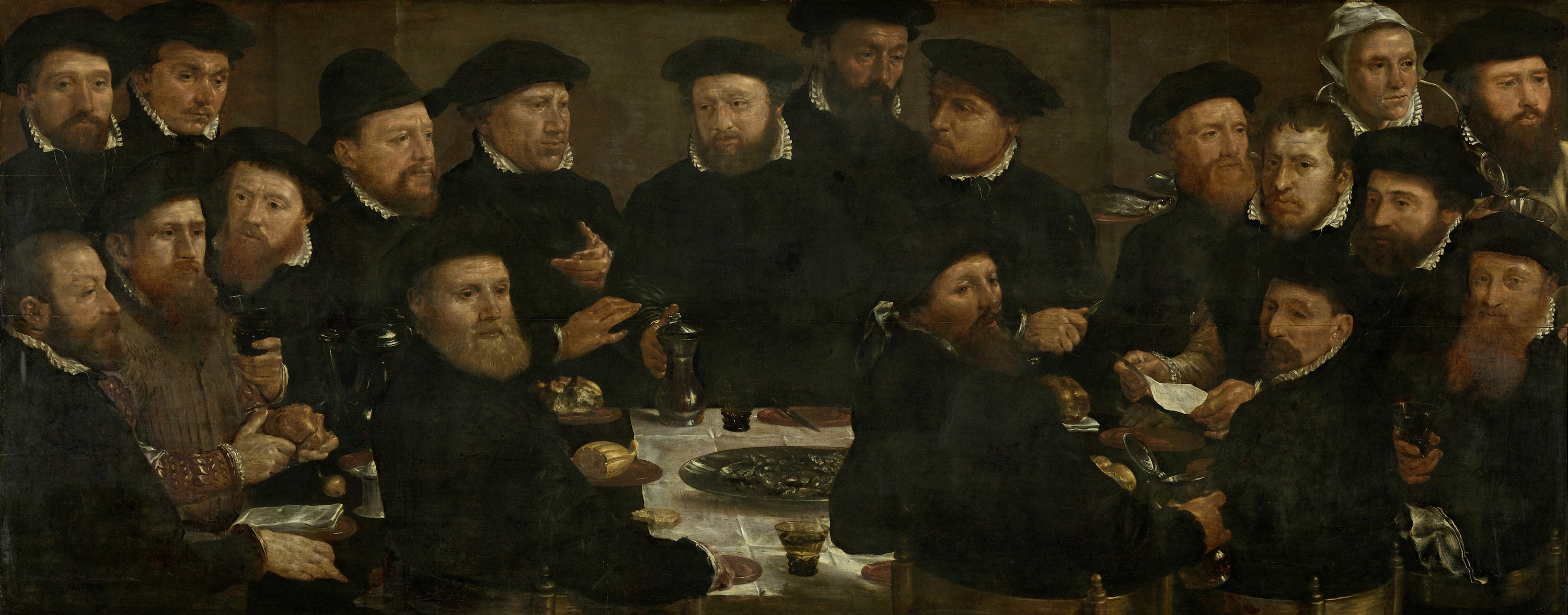
Banchetto delle guardie di Amsterdam (1566), conosciuto anche come De Poseters

Una sua opera dipinta per l'esercito di Amsterdam, la Caduta di Lucifero, è stata distrutta durante il beeldenstorm, ma il ritratto per lo stesso committente è sopravvissuto.